# Philippe Aerts

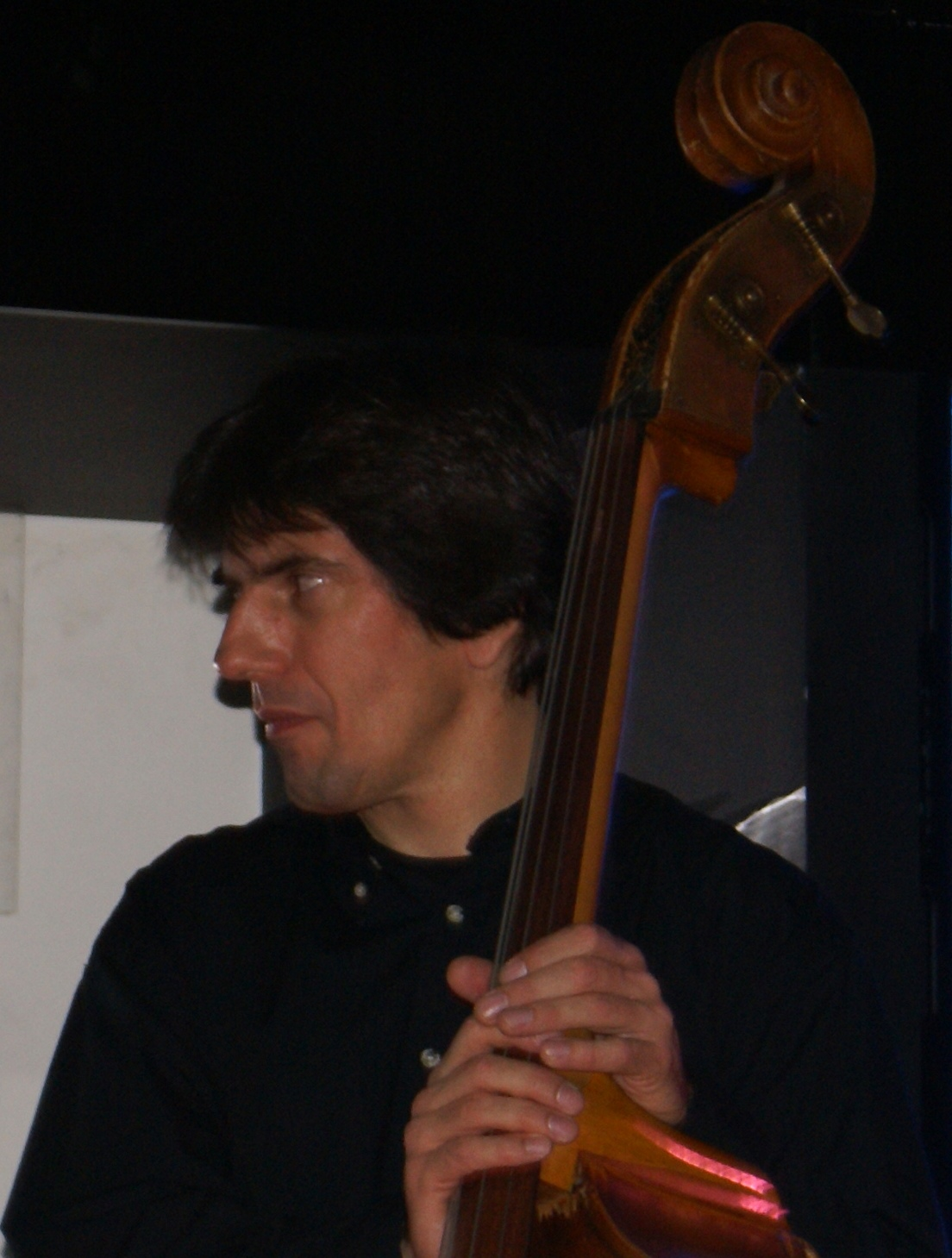
Philippe Aerts; 2007

Philippe Aerts (* 21. Juni 1964) ist ein belgischer Jazz-Bassist.
Aerts spielte mit elf Jahren Gitarre und Bass-Gitarre und lernte mit vierzehn Jahren Kontrabass, den er von seinem Vater, einem Amateur-Bassisten, erhielt. Bereits ein Jahr später spielte er mit Dixieland-Bands. Jazz lernte er vor allem von Platten wie denen von Ray Brown. Zum zeitgenössischen modernen Jazz kam er durch Kontakte mit Musikern wie Charles Loos und Diederik Wissels.  Seitdem ist er in Belgien und international ein viel beschäftigter Bassist. Er spielte auf dem North Sea Jazz Festival und tourte mit dem Quartett von Rick Hollander, dem Trio von Philip Catherine, mit dem Quartett von Richard Galliano und Gary Burton und mit Charlie Mariano. Außerdem spielte er u. a. mit Chet Baker, Lee Konitz, Mal Waldron, Nathalie Loriers und Bob Brookmeyer.
1997 zog er nach New York, wo er mit der Bigband von Toshiko Akiyoshi und Lew Tabackin spielte (im „Birdland (New York)“, auf Tournee und z. B. auf dem Monterey Jazz Festival),  sowie im Trio beiden  In New York spielte er auch mit Nicholas Payton, Tom Harrell und Helen Merrill.  Ab 2000 wohnte er einige Jahre in der Schweiz. Zur Zeit (2014) spielt er im eigenen Trio (Album „Cat Walk“ 1995, sein erstes als Leader) und Quartett (Album „Back to the Old World“ 2002 mit Bert Joris und dem Saxophonisten John Ruocco), mit dem Quartett von Bert Joris, dem von Ivan Paduart, dem von Igor Gehenot und dem Trio von Philip Catherine. Zu seinem Trio gehörten John Ruocco und der Schlagzeuger Tony Levin.
Er unterrichtet Jazz im Lemmens-Institut in Löwen und seit 2010 am Conservatorium Maastricht.
2002 erhielt er den Django d’Or (Belgien) als „Etablierter Musiker“.